# أندري ماكاروف
أندري ماكاروف (بالروسية: Андрей Анатольевич Макаров)‏ هو منافس ألعاب قوى بيلاروسي، ولد في 2 يناير 1971.

## وصلات خارجية
- أندري ماكاروف على موقع الاتحاد الدولي لألعاب القوى (الإنجليزية)
- أندري ماكاروف على موقع أوليمبيديا (الإنجليزية)